# Invisibility Is an Unnatural Disaster
Invisibility is an Unnatural Disaster  ist ein Musikalbum der Formation SSWAN, bestehend aus Patrick Shiroishi, Luke Stewart, Chris Williams, Jessica Ackerley und Jason Nazary. Die am 26. Oktober 2020 im Scholes Street Studio, Brooklyn, entstandenen Aufnahmen erschienen am 2. September 2022 auf 577 Records.

## Hintergrund
Das Album Invisibility is an Unnatural Disaster war das Ergebnis eine Studiosession, aufgenommen von einer Adhoc-Gruppe. Deren Mitglieder – Saxophonist Patrick Shiroishi, Gitarristin Jessica Ackerley, Trompeter Chris Williams, Bassist Luke Stewart und Schlagzeuger Jason Nazary – arbeiten seit geraumer Zeit in verschiedenen Funktionen zusammen; so hat Shiroishi Duo-Auftritte mit drei der anderen Mitglieder aufgenommen und Nazary hat Anfang 2022 Chris Williams’ Album Live abgemischt.

## Titelliste
- SSWAN: Invisibility is an Unnatural Disaster  (577 Records 5885)[1]

1. Invisibility is an Unnatural Disaster 8:25
2. Pattern Phases 11:36
3. A Miracle’s Worth 17:11

Die Kompositionen stammen von Jessica Ackerley, Patrick Shiroishi, Chris Williams, Luke Stewart, Jason Nazary.

## Rezeption
Mit einem „Ursturm des Rhythmus – präsentiert in Form einer tosenden Trommelwelle und eines aufsteigenden Gitarrensolos“, schrieb Phillipe Roberts (Pitchfork Media), würde sich SSWAN vorstellen, eine Jazz-Supergroup, die aus einigen der strahlendsten Stars in der losen Konstellation der in den USA ansässigen freien Improvisatoren bestehe. Auf Invisibility Is an Unnatural Disaster würden sie ihre kollektiven Geschichten nutzen, um ein packendes Debüt zu liefern und fantastische Formen zu schaffen, die jeden ihrer einzigartigen strukturellen Standpunkte einfangen.